# Barmagbina (Kelbajar)
Barmagbina (en azéri : Barmaqbinə) est un village situé dans le raion de Kelbadjar en Azerbaïdjan.

## Histoire
Le village tire son nom de la rivière et de la source du même nom dans la région. 
De 1993 à 2020, le village était une communauté rurale de la province de Chahoumian dans la république du Haut-Karabagh. 
À l'issue de la deuxième guerre du Haut-Karabakh de l'automne 2020, un accord est conclu entre l'Arménie, l'Azerbaïdjan et la Russie. Conformément à celui-ci, les troupes arméniennes évacuent la région de Kelbadjar qui est restituée à l'Azerbaïdjan le 25 novembre.